# 1752
1752 (MDCCLII) var ett skottår som började en lördag i den gregorianska kalendern och ett skottår som började en onsdag i den julianska kalendern.

## Händelser

### Januari
- 1 januari – 1 januari ersätter 1 mars som nyårsdag i Storbritannien.[1]

### Februari
- 24 februari – En kunglig förordning utfärdas om att Sverige nästa år skall övergå till den gregorianska kalendern, genom att stryka elva dagar i almanackan.

### Mars
- 17 mars – Anders Johan von Höpken blir ny svensk kanslipresident efter Carl Gustaf Tessin.[2] Han fortsätter att hävda rådets makt gentemot kungahuset och förespråkar ett starkt försvar i Finland.

### Juni
- 5 juni – Den svensk-norska gränskommissionen möts för första gången för att inleda arbetet med att märka ut gränsen mellan länderna.
- 22 juni – Karlstad drabbas av en stadsbrand.[3]

### September
- 14 september (NS) – Storbritannien och dess besittningar inför den gregorianska kalendern, då julianska 2 september följs av gregorianska 14 september. [4]

### Okänt datum
- Den brittiske vetenskapsmannen Lord John Davies blir först med att uppmärksamma vad som senare kallas respiratorisk kollaps.[5]
- Den svenska ståndsriksdagen beslutar att kanslipresidenten skall tillsättas utan kungens medverkan.
- Serafimerordens lasarett instiftas på Kungsholmen i Stockholm.
- Brinkebergskulle sluss i Polhems slussled är färdigbyggd.
- Den äldre Drottningholmsteatern invigs. Den brinner ner 1762.
- Kvarlevorna av Paracelsus grävs upp och placeras om i samband med förändringar på kyrkogården.
- Spinnskolorna som grundades efter 1739 års beslut, och som vid denna tidpunkt räknas till 59 stycken, premieras och får stöd för att lätta garnbristen och medaljer delas ut till spinnerskor för att uppmuntra textilindustrin, som vid denna tid till stor del består av förläggarverksamhet.[6]
- Old American Company, det första teatersällskapet i USA, bildas.

## Födda
- 13 januari – Eleonora de Fonseca Pimentel, italiensk poet, journalist och revolutionär.
- 16 januari – Nicolas-François Guillard, fransk librettist.
- 6 april – Hugh Elliot, brittisk diplomat.
- 24 april – Henry Latimer, amerikansk läkare och politiker, senator 1795–1801.
- 11 maj – Johann Friedrich Blumenbach, tysk antropolog, anses vara den fysiska antropologins fader.
- 4 juni – John Eager Howard, amerikansk politiker, guvernör i Maryland 1788–1791, senator 1796–1803.
- 11 juni – Christian Heinrich Kurt von Haugwitz, preussisk statsman, Preussens premiärminister 1792–1804 och 1806.
- 23 juli – Marc-Auguste Pictet, schweizisk fysiker.
- 13 augusti – Maria Karolina, drottning av Neapel och Sicilien.
- 21 augusti – Antonio Cavallucci, italiensk målare.
- 18 september – Adrien-Marie Legendre, fransk matematiker.
- 8 oktober – Grímur Jónsson Thorkelín, isländsk historiker.
- 18 november – Joseph Hiester, amerikansk politiker, guvernör i Pennsylvania 1820–1823.

## Avlidna
- 4 januari – Gabriel Cramer, schweizisk matematiker.
- 23 mars – Jean-Charles de Folard, fransk militär och militärteoretiker.
- 29 juli – Giovanni Battista Maini, italiensk barockskulptör.
- 28 oktober – Halldór Brynjólfsson, isländsk biskop.
- Sophia av Sachsen-Weissenfels, markgrevinna av Brandenburg-Ansbach.

### Fotnoter
1. ↑  ”Old Style Dates”. http://www.sizes.com/time/old_style_dates.htm.
2. ↑  ”- World Statesmen”. http://www.worldstatesmen.org/Sweden.html.
3. ↑  ”Värmlands brandhistoriska klubb”. Arkiverad från originalet den 12 oktober 2011. https://www.webcitation.org/62NB7kO36?url=http://www.brandhistoriska.org/olyckor_se.html. Läst 25 mars 2011.
4. ↑  ”Adoption of the Gregorian calendar”. http://www.sizes.com/time/cal_Gregadoption.htm.
5. ↑  ”1752”. reference.com. Arkiverad från originalet den 8 april 2013. https://web.archive.org/web/20130408085834/http://www.reference.com/browse/wiki/1752. Läst 28 februari 2011.
6. ↑  Du Rietz, Anita, Kvinnors entreprenörskap: under 400 år, 1. uppl., Dialogos, Stockholm, 2013